# Пирцхалаишвили, Илья Георгиевич
Илья (Илико) Георгиевич Пирцхалаишвили (груз. ილია (ილიკო) გიორგის ძე ფირცხალაიშვილი, 1885, Озургети, Кавказская администрация — 17 сентября 1937) — грузинский политик, член Учредительного собрания Грузии.

## Биография
Из крестьян.
В 1905 году поступил на медицинский факультет Императорского Новороссийского университета. 2 апреля 1908 года был арестован и обвинён в членстве в социал-демократической партии. После года и четырёх месяцев лишения свободы Одесский военный суд оправдал его вместе с восемью другими студентами, но в университет он не вернулся.
В 1913 году окончил юридический факультет Московского университета. В последующие годы работал в качестве присяжного поверенного (адвокат).
После революции 1917 года был комиссаром города Кутаиси, спикером городского совета[уточнить] Кутаиси. С ноября 1917 года — заместитель министра труда Закавказского правительства. Был членом Национального совета Грузии. В 1918 году подписал Декларацию независимости Грузии. В феврале 1919 года избран в Тифлисский городской совет[уточнить], 12 марта 1919 года — членом Учредительного собрания Грузии и работал в юридическом, пенсионном, избирательном и трудовом комитетах. В январе 1921 года вместе с другими 11 членами социал-демократической партии они сформировали оппозиционную группу «Луч» («Схиви»), которая 11 февраля того же года организовала отдельную фракцию.
Он остался в Грузии после советизации Грузии в 1921 году и активно участвовал в движении сопротивления. С 1924 года отошёл от политической деятельности. Жил и работал в Тбилиси, последний адрес — ул. Мачабели, 7. Член коллегии защитников. Работал юрисконсультантом Шёлк-управления.
Арестован 14 июня 1937 года по обвинению в принадлежности к меньшевистскому контрреволюционному центру. Расстрелян 17 сентября 1937 года.